# Aur Peulumat
Aur Peulumat is een bestuurslaag in het regentschap Aceh Selatan van de provincie Atjeh, Indonesië. Aur Peulumat telt 431 inwoners (volkstelling 2010).